# Honey Creek (Wisconsin)
Honey Creek – miasto w Stanach Zjednoczonych, w stanie Wisconsin, w hrabstwie Sauk.